# Maçarico

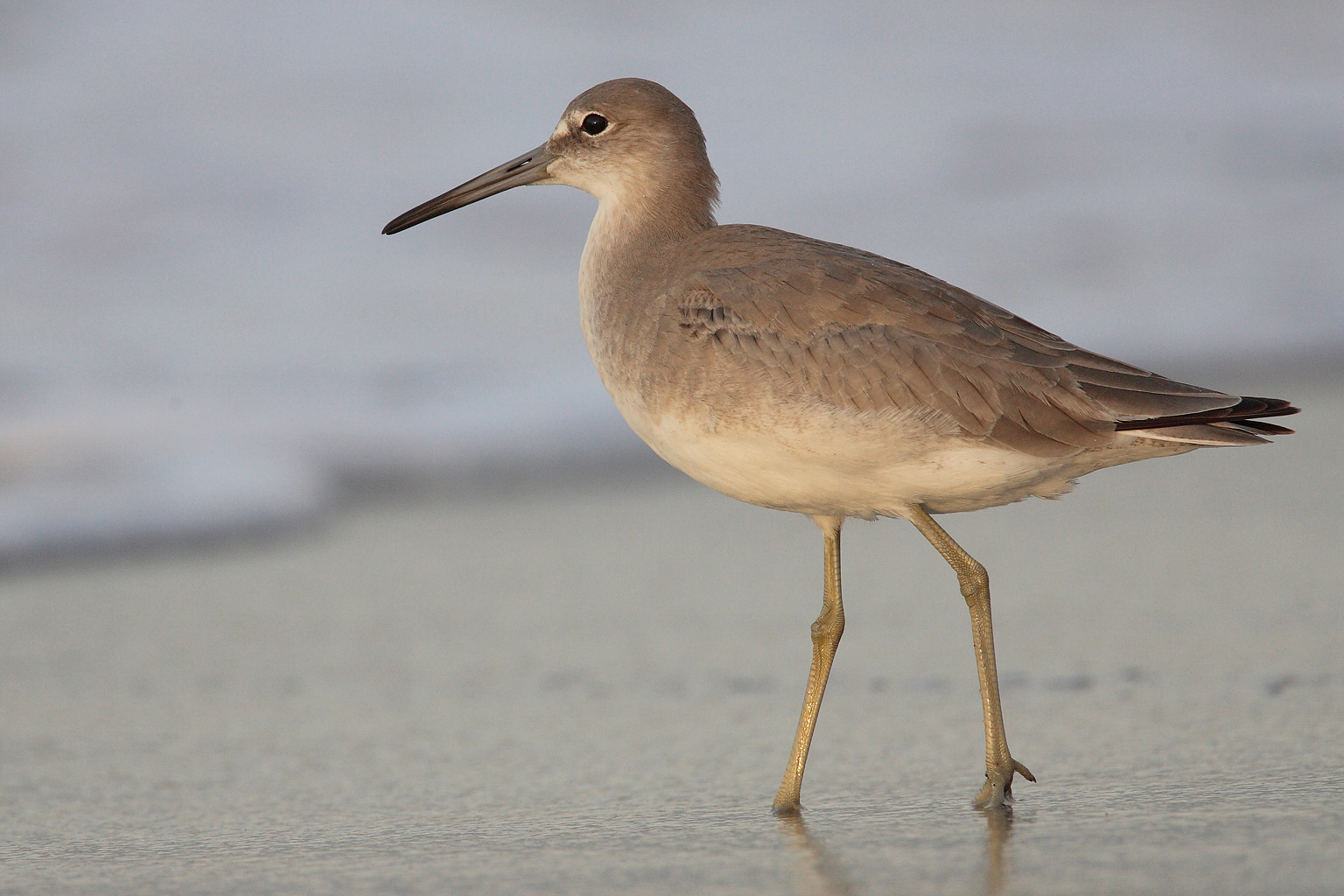
Maçarico-de-asa-branca

Maçarico, batuíra, otuituí, ituituí, tarambola e pesca-em-pé são os nomes vulgares de várias espécies de aves pertencentes à família Scolopacidae. A designação agrupa aves de médio porte, de patas altas e bico longo, com plumagem geralmente acastanhada e branca. Os maçaricos vivem em regiões costeiras e muitas espécies são migratórias.

## Etimologia
"Batuíra" é oriundo do tupi mba'etuira (coisa parda). "Ituituí" é oriundo do tupi itui'tui.

## Espécies
Note-se que nem todas as espécies pertencentes aos géneros listados recebem a designação popular de maçarico.
- Género Limnodromus
  - Maçarico-de-costa-branca
  - Maçarico-escolopáceo-americano
- Género Limosa
  - Maçarico-de-bico-direito
- Género Numenius
  - Maçarico-anão
  - Maçarico-galego
  - Maçarico-de-bico-fino
  - Maçarico-real
  - Maçarico-esquimó
- Género Bartramia
  - Maçarico-do-campo
- Género Tringa
  - Maçarico-solitário
  - Maçarico-bastardo
  - Maçarico-bique-bique
  - Maçarico-de-asa-branca[4] (tradicionalmente classificado no género Catoptrophorus)
- Género Xenus
  - Maçarico-sovela
- Género Actitis
  - Maçarico-das-rochas
  - Maçarico-maculado
- Género Calidris
  - Maçarico-de-rabadilha-branca
  - Maçarico-pernilongo